# Клемм (Айова)
Клемм (англ. Klemme) — місто (англ. city) в США, в окрузі Генкок штату Айова. Населення — 441 особа (2020).

## Географія
Клемм розташований за координатами 43°0′35″ пн. ш. 93°36′5″ зх. д. / 43.00972° пн. ш. 93.60139° зх. д. (43.009773, -93.601322).  За даними Бюро перепису населення США в 2010 році місто мало площу 1,32 км², уся площа — суходіл.

## Демографія
Згідно з переписом 2010 року, у місті мешкало 507 осіб у 219 домогосподарствах у складі 132 родин. Густота населення становила 385 осіб/км².  Було 252 помешкання (192/км²).
Расовий склад населення:
| - 98,6 % — білих - 0,4 % — чорних або афроамериканців - 0,2 % — азіатів |

До двох чи більше рас належало 0,8 %. Частка іспаномовних становила 0,4 % від усіх жителів.
За віковим діапазоном населення розподілялося таким чином: 26,2 % — особи молодші 18 років, 57,0 % — особи у віці 18—64 років, 16,8 % — особи у віці 65 років та старші. Медіана віку мешканця становила 39,6 року. На 100 осіб жіночої статі у місті припадало 96,5 чоловіків;  на 100 жінок у віці від 18 років та старших — 91,8 чоловіків також старших 18 років.
Середній дохід на одне домашнє господарство  становив 53 089 доларів США (медіана — 46 979), а середній дохід на одну сім'ю — 62 366 доларів (медіана — 53 056). Медіана доходів становила 40 341 долар для чоловіків та 25 341 долар для жінок. За межею бідності перебувало 18,1 % осіб, у тому числі 31,9 % дітей у віці до 18 років та 6,8 % осіб у віці 65 років та старших.
Цивільне працевлаштоване населення становило 245 осіб. Основні галузі зайнятості: виробництво — 31,0 %, освіта, охорона здоров'я та соціальна допомога — 15,1 %, роздрібна торгівля — 12,7 %, транспорт — 12,2 %.